# Albirex Niigata
Az Albirex Niigata a japán J. bajnokság egy futballcsapata. A klub viszonylag újonnan 1999-ben csatlakozott a J. bajnoksághoz, az Albirex Japán legjobban támogatott csapatainak egyike. 2003-ban, amikor a J. bajnokság második osztályában játszottak (J2), ők vonzották a legtöbb látogatót: átlagosan több, mint 30 000 néző látogatta a meccseiket. 2004-es feljutásukkor az első osztályba már 38 000-es tömeget sikerült a stadionba vonzaniuk, 2005-ben pedig, a 40 000 feletti nézőszámmal rekordot sikerült dönteniük.

## Áttekintés
Sok éven keresztül egy helyi független amatőr klubként, Niigata 11 néven működött, tagjai nem is remélhették, hogy valaha felveszik őket a vállalati csapatok által irányított Japan Football bajnokságba. A J. bajnokság létrehozása ösztönözte a csapatot a feltörekvésre, majd az 1990-es években elkezdődött az alsóbb osztályokból való gyors feljebbjutás.
1999-es csatlakozásukkor a csapat otthona Niigata, Niigata és Seiro, Niigata városokban voltak. 2003-ig a Niigata Perfectural Sport stadion volt a hazai pályájuk, 2004-től azonban a csapat elkezdte használni a Niigata Stadium Big Swan stadiont, és azóta meccseik zömét ott játsszák. 2003-ban a csapat J. bajnokság meccsenkénti bevétele 660, 000 ¥ felé emelkedett. Az Albirex gyakorlópályái és tréning létesítményei Seiróban és az Ijimino Sports Park-ban (五十公野運動公園, Ijimino Undō Kōen), Shibatában találhatók.
1998-ban csatlakoztak a Japan Football bajnoksághoz, amit 1999-ben egybeolvasztottak a J. bajnokság másodosztályával (J2). A 2001–2002-es idényre igen versenyképessé vált a csapat, aminek köszönhetően közel kerültek az első osztályba való feljutáshoz. Végül 2003-ban sikerült bemutatkozniuk az első osztályban, J2-es bajnoki győzelmük után, ami végül biztosította útjukat a csúcsra.
A klubnevet a Cygnus (Hattyú) csillagkép, Albireo nevű csillaga és a latin Rex (király) szavak együtteséből kreálták. 1997-ben jogi kérdések miatt a csapatnevet átváltoztatták Albireo Niigatáról az aktuális Albirex Niigatára.
2007-ben a csapat váltott az uniformis színén. A 2006-ig narancs-kék-narancs kombinációról átváltottak egységes narancsra, amit 1996-os professzionális ligához való csatlakozásukkor nem vettek át.
2004 óta az Albirex Niigata működtet egy mellékcsapatot a Szingapúri S. bajnokságban, Albirex Niigata Singapore néven. Az Albirex-nek szintén van egy női csapata is, ami 2004-ben csatlakozott a L2 ligához (a J2 női megfelelője). 2006-ban az Albirex Ladies bajnokságot nyert és 2007-ben feljebb léptek az első osztályba (L1).

## Klubtörténet

### Csapatnév változások
- Niigata eleven SC (Soccer club) 1955-ben
- Albireo Niigata FC 1995-ben
- Albirex Niigata 1997-ben

### Győzelmek
2003 J2 Bajnokság

### Időszakok, Idényeredmények és Menedzserek
| Év   | Liga               | Meccs | Pont | Győzelem | Vereség | Döntetlen | Helyezés | Menedzser          | Helyettes Menedzser |
| ---- | ------------------ | ----- | ---- | -------- | ------- | --------- | -------- | ------------------ | ------------------- |
| 1998 | JFL                | 30    | 34   | 12       | 18      | ―         | 11th     | Yoshikazu Nagai    | ―                   |
| 1999 | J2                 | 36    | 58   | 20       | 14      | 2         | 4th      | Yoshikazu Nagai    | ―                   |
| 2000 | J2                 | 40    | 46   | 15       | 20      | 5         | 7th      | Yoshikazu Nagai    | ―                   |
| 2001 | J2                 | 44    | 78   | 26       | 14      | 4         | 4th      | Yasuharu Sorimachi | ―                   |
| 2002 | J2                 | 44    | 82   | 23       | 8       | 13        | 3rd      | Yasuharu Sorimachi | ―                   |
| 2003 | J2                 | 44    | 88   | 27       | 10      | 7         | Bajnokok | Yasuharu Sorimachi | ―                   |
| 2004 | J1 első tabella    | 15    | 14   | 3        | 7       | 5         | 14th     | Yasuharu Sorimachi | ―                   |
| 2004 | J1 második tabella | 15    | 23   | 7        | 6       | 2         | 7th      | Yasuharu Sorimachi | ―                   |
| 2004 | J1 összesített     | 30    | 37   | 10       | 13      | 7         | 10th     | Yasuharu Sorimachi | ―                   |
| 2005 | J1                 | 34    | 42   | 11       | 14      | 9         | 12th     | Yasuharu Sorimachi | ―                   |
| 2006 | J1                 | 34    | 42   | 12       | 16      | 6         | 14th     | Jun Suzuki         | ―                   |

## Játékosok

### Jelenlegi keret
2009. január 21. szerint.
| #  |          | Poszt | Név                  |
| -- | -------- | ----- | -------------------- |
| 1  | japán    | K     | Kitano Takasi        |
| 2  | japán    | V     | Nakano Hirosi        |
| 3  | japán    | KP    | Csiba Kadzuhiko      |
| 4  | japán    | KP    | Jun Marques Davidson |
| 5  | japán    | V     | Csijotanda Micuru    |
| 6  | japán    | V     | Nagata Micuru        |
| 7  | japán    | KP    | Macusita Tosihiro    |
| 9  | brazília | CS    | Pedro Júnior         |
| 10 | brazília | KP    | Marcio Richardes     |
| 11 | japán    | CS    | Jano Kisó            |
| 13 | japán    | KP    | Kogure Fumija        |
| 14 | japán    | KP    | Mikado Júta          |
| 15 | japán    | KP    | Honma Iszao          |
| 16 | japán    | CS    | Ósima Hideo          |

| #  |           | Poszt | Név                              |
| -- | --------- | ----- | -------------------------------- |
| 17 | japán     | V     | Ucsida Dzsun                     |
| 18 | japán     | CS    | Kavamata Kengo                   |
| 19 | japán     | KP    | Mjódó Kadzuja                    |
| 20 | Dél-Korea | CS    | Cso Young-cheol                  |
| 21 | japán     | K     | Higasigucsi Maszáki              |
| 22 | japán     | K     | Kurokava Takaja                  |
| 23 | japán     | KP    | Tanaka Atomu                     |
| 24 | japán     | KP    | Szakai Gótoku                    |
| 25 | japán     | V     | Óno Kadzunari                    |
| 26 | japán     | V     | Szudzuki Daiszuke                |
| 27 | brazília  | CS    | Junichi Bruno Castanheira Suzuki |
| 28 | japán     | V     | Macuo Naoto                      |
| 29 | brazília  | V     | Gilton                           |
| 30 | japán     | KP    | Okujama Muszasi                  |

## Régebbi játékosok
- Motohiro Yamaguchi
- Naoya Kikuchi
- Tadahiro Akiba
- Hidetoshi Wakui
- Fabinho
- Anderson Lima
- Marcus
- Issey Nakajima
- Ahn Young-Hak

## Egyebek

### Az Albirex-ház fiai
A J-1-es Albirex Niigata futball csapaton felül, Niigata Albirex basketball club a BJ bajnokságban (Basketball Japan bajnoksag), sí, snowboard és atlétika csapatuk is van az Albirexnek. Emellett a kisebb csapatuk szerepel a szingapúri S-bajnokságban, csakúgy mint a női csapat a japán L-bajnokságban. Továbbá vannak tervek egy baseball-csapatra is. S bár a csapatok ugyanazon a néven futnak, a menedzsment és a pénzügyek csapatonként önállóak.

### Nemzetközi mérkőzések és Barátságos meccsek
- 2004. július 27. nemzetközi meccs　Club Atlético Boca Juniors ( ARG) Niigata Stadium　2-1
- 2004. augusztus 1. nemzetközi meccs　Valencia CF ( ESP) Niigata Stadium　5-2
- 2005. július 28. Niigata City barátságos meccs　Dalian Shide ( CHN) Niigata Stadium　2-2
- 2006. augusztus 4. nemzetközi meccs (JAPAN TOUR 2006)　Sevilla FC ( ESP) Niigata City Stadium　0-6

## Lásd még
- Albirex Niigata FC (Singapore)
- Niigata Albirex BB (kosárlabda)
- Albirex Cheerleaders
- Niigata Albirex Running Club
- Term Albirex Niigata (sí)
- Niigata Albirex Baseball Club